# メルゴッツォ
メルゴッツォ（伊: Mergozzo）は、イタリア共和国ピエモンテ州ヴェルバーノ・クジオ・オッソラ県にある、人口約2,200人の基礎自治体（コムーネ）。

## 地理

### 位置・広がり
| 隣接するコムーネは以下の通り。 - グラヴェッローナ・トーチェ - オルナヴァッソ - プレモゼッロ＝キオヴェンダ - サン・ベルナルディーノ・ヴェルバーノ - ヴェルバーニア |

## 行政

### 分離集落
メルゴッツォには、以下の分離集落（フラツィオーネ）がある。
Albo, Bettola, Bracchio, Candoglia, Montorfano, Nibbio, Campone